# Horst Peets
Horst Egon Peets (* 8. Mai 1919 in Königsberg) war ein deutscher Sportjournalist.

## Leben
Peets leitete bis zur Übernahme von Willi Krämer 1964 die Abteilung Sport beim ZDF.
Peets gehörte zu den Mitbegründern des aktuellen Sportstudios im ZDF.

## Produktionen (Auswahl)
- 1951 - Jim Thorpe Funkporträt eines großen Athleten (NWDR); Autor: Horst Peets